# Liste der Monuments historiques in Cuperly
Die Liste der Monuments historiques in Cuperly führt die Monuments historiques in der französischen Gemeinde Cuperly auf.

## Liste der Objekte
| Bezeichnung               | Beschreibung                                    | Standort                           | Kennzeichnung | Schutzstatus | Datum | Bild |
| ------------------------- | ----------------------------------------------- | ---------------------------------- | ------------- | ------------ | ----- | ---- |
| Sessel                    | Holz, Stoff, zweite Hälfte des 18. Jahrhunderts | in der Kirche Ste-Madeleine (Lage) | PM51000353    | Classé       | 1977  |      |
| Zwei Engelsskulpturen     | Holz, 19. Jahrhundert                           | in der Kirche Ste-Madeleine (Lage) | PM51002500    | Inscrit      | 1977  |      |
| Gemälde Heilige Magdalena | Ölfarbe auf Leinwand, 18. Jahrhundert           | in der Kirche Ste-Madeleine (Lage) | PM51002499    | Inscrit      | 1977  |      |